# Humberto Arguedas
Humberto Arguedas (Lima, Provincia de Lima, 31 de octubre de 1937) es un exfutbolista peruano. Compitió en el torneo masculino de los Juegos Olímpicos de Verano de 1960.

## Trayectoria
Creció en el barrio Piedra Liza en el Rímac; jugó en Universitario entre 1959 y 1961 y 1964 y 1967 ganando cuatro campeonatos peruanos. Con su club llegó a las semifinales de la Copa Libertadores de 1967, terminando el grupo 1 en segundo lugar, detrás del futuro campeón Racing Club.

## Selección nacional
Fue convocado en la Selección Olímpica de Fútbol del Perú, para competir en las XVII Olimpiadas. Con los andinos obtuvo el tercer lugar del grupo D de la fase de grupos, quedando eliminado de la competencia.
Participación en Juegos Olímpicos
| Torneo                   | Sede | Resultado    |
| ------------------------ | ---- | ------------ |
| Juegos Olímpicos de 1960 | Roma | Primera fase |

## Palmarés
| Título                    | Club          | País | Año  |
| ------------------------- | ------------- | ---- | ---- |
| Primera División del Perú | Universitario | Perú | 1959 |
| Primera División del Perú | Universitario | Perú | 1960 |
| Primera División del Perú | Universitario | Perú | 1964 |
| Primera División del Perú | Universitario | Perú | 1966 |